# هورنی یلنی
هورنی یلنی (به چکی: Horní Jelení) یک منطقهٔ مسکونی و شهرستان دارای شهرک سابقاً روستا در جمهوری چک است که در ناحیه پاردوبیتسه واقع شده‌است. هورنی یلنی ۱٬۸۹۰ نفر جمعیت دارد.